# Колотовка (Челябинская область)
Колотовка — деревня в Чебаркульском районе Челябинской области России. Входит в состав Варламовского сельского поселения.

## География
Деревня находится в центральной части Челябинской области, в лесостепной зоне, на берегах реки Куртмак, на расстоянии примерно 33 км (по прямой) к юго-востоку от города Чебаркуль, административного центра района. Абсолютная высота — 276 м над уровнем моря.
Часовой пояс
Деревня Колотовка, как и вся Челябинская область, находится в часовой зоне МСК+2. Смещение применяемого времени относительно UTC составляет +5:00.

## Население
| 1970 | 2002 | 2010 |
| ---- | ---- | ---- |
| 458  | ↘209 | ↘174 |

Гендерный состав
По данным Всероссийской переписи населения 2010 года, в гендерной структуре населения мужчины составляли 43,1 %, женщины — соответственно 56,9 %.
Национальный состав
Согласно результатам переписи 2002 года, в национальной структуре населения русские составляли 77 %.

## Улицы
| - ул. Береговая, - ул. Верхняя, - ул. Лесная, | - пер. Мостовой, - пер. Островной, - ул. Советская. |